# 中奥梓
中奥 梓（なかおく あずさ、1985年5月17日 - ）は、日本の女子アイスホッケー選手。ポジションはゴールテンダー。岩倉ペリグリン（現道路建設ペリグリン）、六花亭ベアーズ、加森観光ベアーズ（現釧路ベアーズ）を経てトヨタシグナス所属。

## 来歴
北海道苫小牧市生まれ。小学3年生の時、兄の影響でアイスホッケーを始める。小学5年生の時、ゴールキーパーに転向。中学進学と同時に岩倉ペリグリン（現道路建設ペリグリン）に入団したが、高校卒業まで控え選手だった。
高校卒業後、六花亭ベアーズ（2007年より加森観光ベアーズ。現釧路ベアーズ）の誘いを受けて移籍。アルバイト生活をしつつ、1年目よりレギュラーとして活躍し、全日本女子アイスホッケー選手権大会優勝にも貢献した。アイスホッケー女子日本代表にも選出され、女子アイスホッケー世界選手権、バンクーバーオリンピック予選などに出場。2011年アジア冬季競技大会（カザフスタン・アルマトイ）で銀メダル。
2012年、ベアーズの遠征費用などを負担していたスポンサーが撤退。釧路での生活が金銭的に困難になったため、地元苫小牧に戻り、トヨタシグナスに加入。アイスホッケー連盟の支援によりスーパースポーツゼビオに入社した。
2013年2月、スロバキアのポプラトで行われたソチオリンピック最終予選に出場し、正ゴールキーパーとして4大会ぶりの五輪予選突破に貢献した。